# Atomaria unifasciata
Atomaria unifasciata là một loài bọ cánh cứng trong họ Cryptophagidae. Loài này được Erichson miêu tả khoa học năm 1846.